# Estação Sant Pau - Dos de Maig

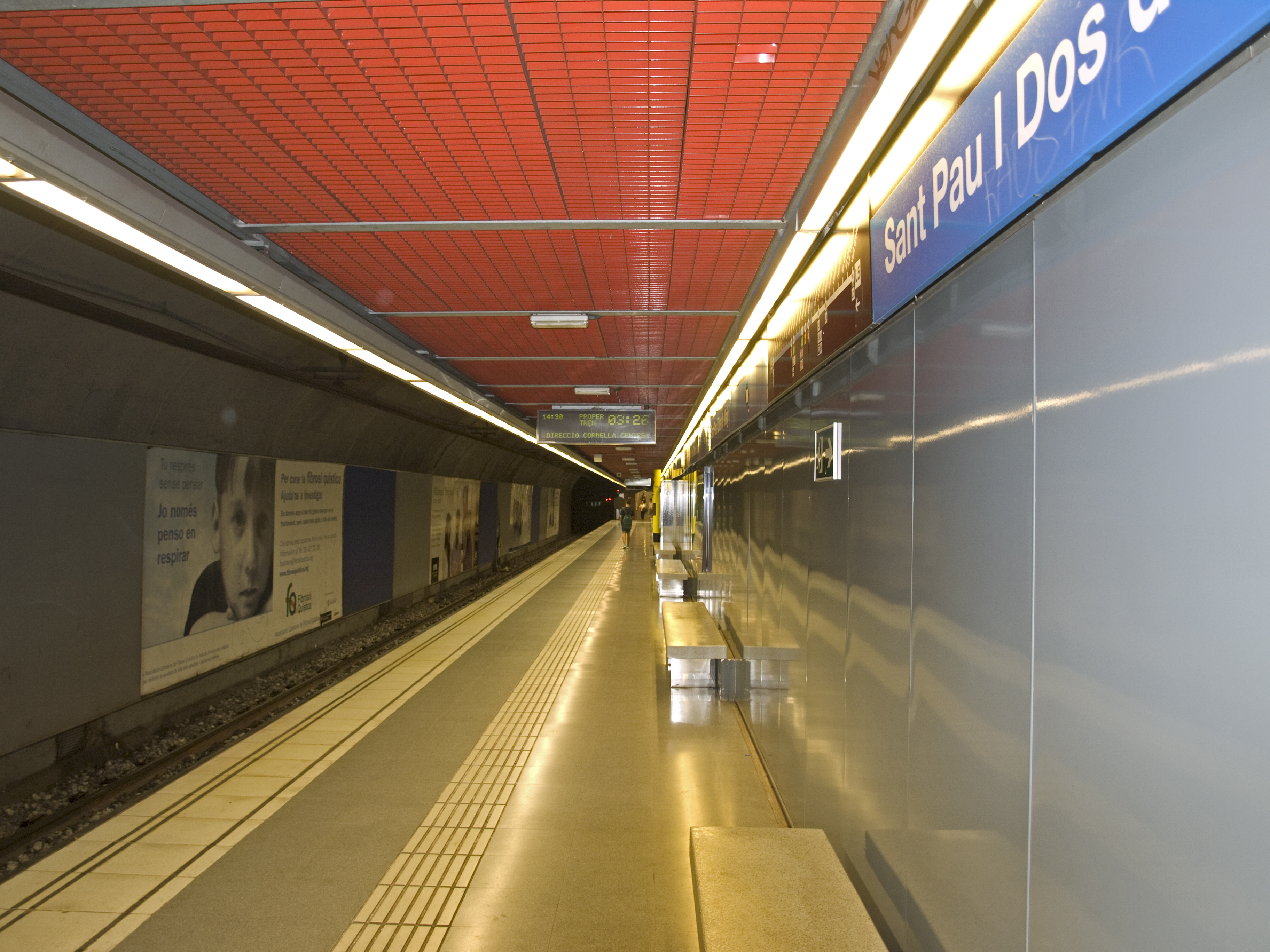
Estação Sant Pau-Dos de Maig em 2015.

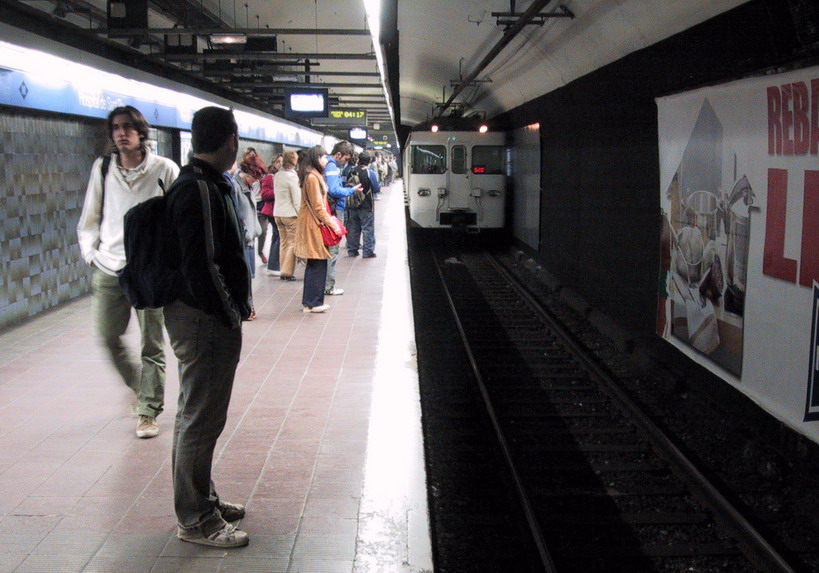
Estação Sant Pau-Dos de Maig em 2003.

Sant Pau - Dos de Maig é uma estação da linha Linha 5 do Metro de Barcelona.

## História
A estação foi inaugurada em 1970 como parte da Linha V e com o nome de Dos de Mayo. Em 1982, com a reorganização dos números das linhas e mudanças no nome das estações, tornou-se uma estação na linha 5 e mudou seu nome para Hospital de Sant Pau, o nome catalão para Hospital de San Pablo. Posteriormente, em 17 de julho de 2009, mudou seu nome para o atual Sant Pau | Dos de Maig, enquanto a estação Guinardó na linha 4 mudou o seu nome para Guinardó | Hospital de Sant Pau.

## Acessos à estação
- Dos de Maig
- Cartagena